# Safe Creative
Safe Creative es una plataforma de servicio en línea principalmente usada para el registro de derechos de autor en un formato digital, hecho para mostrar evidencia del registro de los derechos de autor para los propietarios del material creativo, en caso de plagio o uso indebido de materiales con derechos de autor. https://safecreative.org

## Historia
Safe Creative fue desarrollado en una modalidad beta a través del año 2006, ya en el año 2007 fue liberada la versión final de la plataforma con su servicio disponible para el público.

## Características principales
A través de los años Safe Creative ha ampliado los servicios y funciones de la que dispone la plataforma, siendo las principales las siguientes:
- Registro válido para presentar cualquier opción de copyright (copyleft o "todos los derechos reservados")

- Evidencia de autoría basada en: depósito de la obra, redundante (MD5, SHA-1, SHA512), del archivo depositado, marca de tiempo redundante de la hora de creación y la hora o registro.[3]

- Interfaz API abierta para el registro de reclamos de autoría y consultas de sistemas externos.

- Marco tecnológico implementado: de tipo Semantic Copyright.[4]

- Registro automático de canales RSS.

- Sistema de licencias directas de autor con modalidad variable.

- Registro en la Oficina de derechos de autor de los Estados Unidos.

- Registro de películas y formatos de TV con la colaboración de la sociedad de gestión de derechos de autor de productores de películas y TV españoles oficiales EGEDA,[5] y Registradores Nacionales de España.[6]

## Base legal y razones del registro de propiedad intelectual
Los derechos de autor se producen por el mismo hecho de la creación, no siendo necesario el registro de la obra para poseerlos. Frente a usos indebidos, usurpación de la autoría de una obra o plagio, el autor no debe demostrar que la obra está registrada, sino que él es el autor. Para ello el registro de una obra asienta una prueba iuris tantum de autoría que le sirve para demostrar que en la fecha y hora de la inscripción en el registro él ya poseía la obra y afirmaba ser su autor.

## Características principales
A través de los años Safe Creative ha ampliado los servicios y funciones de la que dispone la plataforma, siendo las principales las siguientes:
- Registro válido para presentar cualquier opción de copyright (copyleft o "todos los derechos reservados")

- Evidencia de autoría basada en: depósito de la obra, redundante (MD5, SHA-1, SHA512), del archivo depositado, marca de tiempo redundante de la hora de creación y la hora o registro.[3]

## Recepción
Plagiarism Today elogió el sitio web por tener una "API rica" y ser "rico en funciones", pero afirmó que el sitio web podría ser "confuso e intimidante de usar" para nuevos usuarios, o aquellas personas quienes no tienen experiencia con los derechos de autor.
Sitios como Jamendo, dibujando.net, talentyArt y VirtualGallery se han asociado con Safe Creative para proteger la producción de sus usuarios mediante derechos de autor.
Los autores de la encuesta de la OMPI sobre registros privados afirman que mientras sea posible testificar sobre las características técnicas de los registros en línea, no hay motivo para dudar de la validez de las pruebas generadas a través de plataformas virtuales consolidadas. También consideran que una de las principales ventajas de un registro privado basado en la transparencia, como Safe Creative, al compararlos con los registros oficiales públicos es que la información de derechos de autor está rápidamente disponible para el público y los interesados en lograr colaboraciones y alianzas.

### Crítica
En algunos foros se cuestiona la validez de la prueba de los registros privados, aunque únicamente en la legislación estadounidense.